# Фруміна Діна Михайлівна
Ді́на Миха́йлівна Фру́міна (нар. 13 березня 1914, с. Троїцьке, Ананьївський повіт, Херсонська губернія, Російська імперія — пом. 30 липня 2005 Одеса, Україна) — художниця-живописець, педагог часів СРСР. Протягом 20-ти років, у 1948—1968 роках, викладала в Одеському художньому училищі імені М. Грекова. З 1942 року член Спілки художників Узбекистану, з 1943 року Московської організації спілки художників та з 1945 року спілки художників України. Учасниця обласних, республіканських, всесоюзних та міжнародних виставок.

## Життєпис
Діна Михайлівна Фруміна народилася 13 березня 1914 року у селі Троїцьке, яке на той час входило до складу Ананіївського повіту Херсонської губернії Російської імперії. У 1929 році влаштувалась в одеську художню профшколу, де навчалася під керівництвом М. К. Гершенфельда. 1932 року молода художниця поступила на другий курс графічного факультету Одеського художнього інституту, де її вчителями стали Михайло Жук, Мойсей Муцельмахер та Теофіл Фраєрман.
Перед початком Другої світової війни у 1936 році, Д. Фруміна була зарахована на третій курс до Київського художнього інституту, де навчалася під керівництвом Федіра Кричевського. Однак, у 1941 році увесь інститут був евакуйований до узбецького міста Самарканд. Після захисту дипломної роботи «В родной семье», у 1942 році влаштувалася на Московські експериментальні монументальні майстерні, де працювала під керівництвом Павла Коріна. У 1943 році художниця стала членом Московської організації спілки художників, хоч за рік до того вже була членом Спілки художників Узбецької РСР.
Згодом художниця повернулася разом з родиною до Одеси. Свою першу виставку «Этюды Самарканда» вона провела 1946 року у місцевому музеї західного та східного мистецтва. З 1948 рік по 1968 рік Діна Михайлівна працювала педагогом в Одеському художньому училищі імені М. Грекова. А у 1952 році заснувала музей училища, експонатами якого стали найкращі роботи учнів, у тому числі і її вихованців.
Померла в Одесі 30 липня 2005 року. Похована на Слобідському кладовищі.

## Учні
Серед учнів Діни Михайлівни можна назвати таких художників, як: Олександр Басанець, Давид Беккер, Петро Гижа, Олексій Гландін, Віктор Жураковський, Михайло Івницький, Аркадій Кельник, Віталій Литвин, Геннадій Малишев, Лев Межберг, Леонід Межерицький, Йосип Островський, Олександр Ріхтер, Станіслав Сичов, Олександр Фрейдін, Степан Химочка, Моїсей Черешня тощо.

## Вшанування пам'яті
У 2009 році мистецтвознавець, Тамара Михайличенко, влаштувала серію виставок присвячену 95-річчю Діни Фруміної. Перша виставка складалася з графіки видатної художниці і пройшла у день народження Діни Михайлівни, 13 березня у «Всесвітньому клубі одеситів». Друга виставка була представлена у приміщенні Муніципального музею приватних колекцій імені О. Блещунова під назвою «Судьбы на фоне города». На цій виставці були роботи у жанрах портрету, пейзажу та натюрморту. Наступна виставка пройшла у Музеї історії євреїв Одеси під назвою «Дина Фрумина: ученик, учитель». Сто років з дня народження Фруміної відзначили виставкою «Фрумина и её время».
2013 року педагогу та художниці була встановлена меморіальна дошка за адресою Сабанський провулок, № 1, де Д. М. Фруміна прожила півстоліття. Авторами дошки були: художник Олександр Коваль та скульптор Микола Худолій.